# Habenaria reflexa
Habenaria reflexa är en orkidéart som beskrevs av Carl Ludwig von Blume. Habenaria reflexa ingår i släktet Habenaria och familjen orkidéer. Inga underarter finns listade i Catalogue of Life.